# Orihoveț, Skvîra
Orihoveț (în ucraineană Оріховець) este o comună în raionul Skvîra, regiunea Kiev, Ucraina, formată numai din satul de reședință.

## Demografie
Componența lingvistică a comunei Orihoveț
     Ucraineană (97,91%)
     Rusă (1,92%)
Conform recensământului din 2001, majoritatea populației comunei Orihoveț era vorbitoare de ucraineană (97,91%), existând în minoritate și vorbitori de rusă (1,92%).